# Тугарський
Туга́рський (рос. Тугарский) — селище у складі Ялуторовського району Тюменської області, Росія.
Населення — 3 особи (2010, 8 у 2002).
Національний склад станом на 2002 рік:
- росіяни — 75 %